# 16135 Іварссон
16135 Іварссон (16135 Ivarsson) — астероїд головного поясу, відкритий 9 грудня 1999 року.
Тіссеранів параметр щодо Юпітера — 3,304.